# Brasilianização

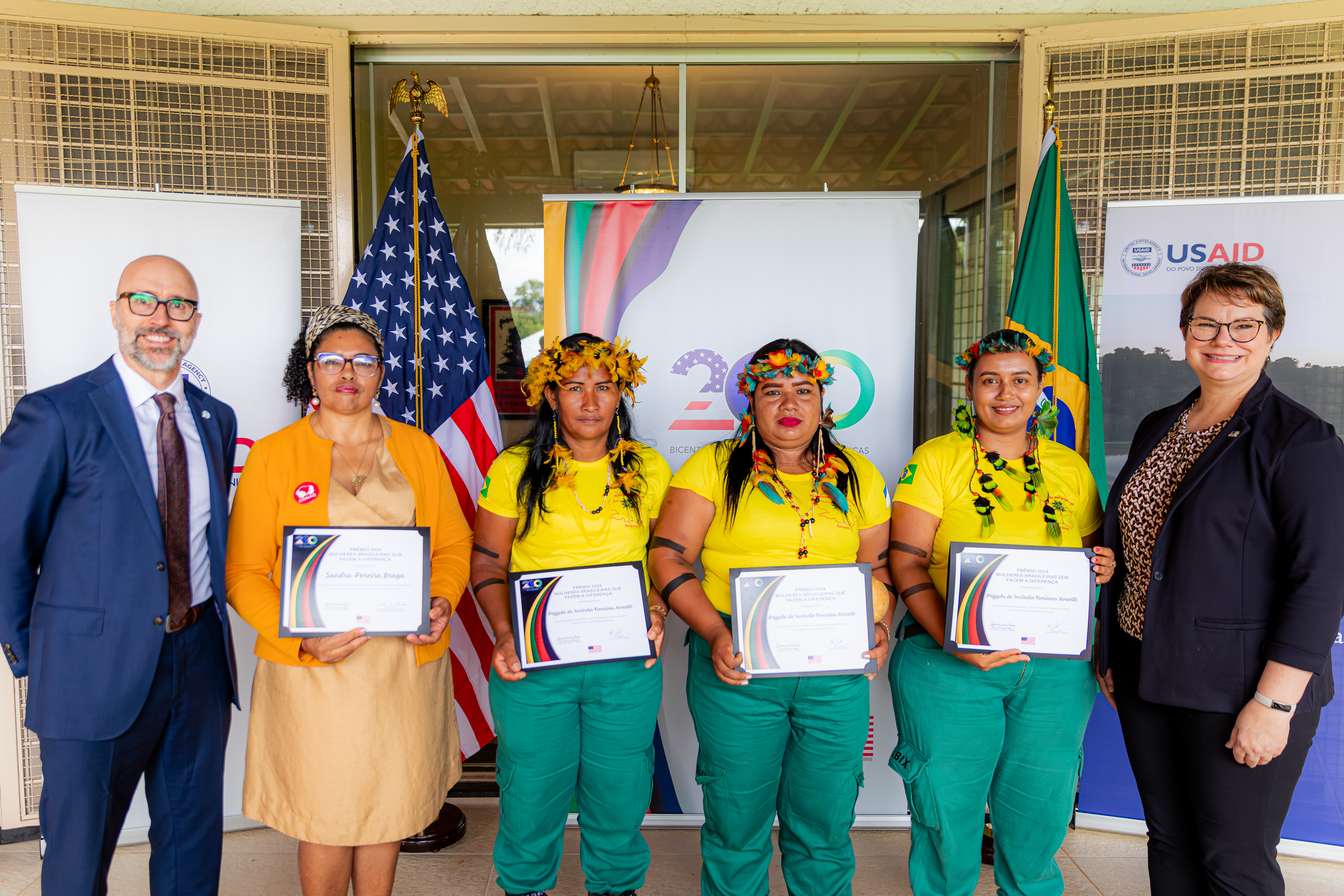
Mulheres brasileiras recebem homenagem de Embaixadores Americanos.

O termo brasilianização é um neologismo que tem sido utilizado para descrever processos sociais, econômicos e políticos caracterizados pelo aumento da desigualdade, precarização do trabalho e informalidade, fenômenos amplamente associados ao Brasil. O conceito ganhou destaque em debates sobre globalização e neoliberalismo, sendo frequentemente aplicado para analisar sociedades que, anteriormente mais igualitárias, começam a exibir traços típicos da estrutura social brasileira.
A ideia da brasilianização sugere um enfraquecimento do Estado de bem-estar social e o crescimento de um modelo econômico no qual há grande disparidade entre classes sociais, com uma elite altamente privilegiada e uma massa populacional vivendo em condições precárias.

## Origens
O conceito de brasilianização foi popularizado pelo sociólogo alemão Ulrich Beck, especialmente em seu livro O Que É Globalização? (1997). Beck usou o termo para descrever a crescente precarização do mercado de trabalho na Europa e nos Estados Unidos, comparando essas mudanças ao modelo brasileiro, no qual há uma grande informalidade e instabilidade no emprego.
Historicamente, o Brasil tem sido caracterizado por uma economia dual, onde convivem setores altamente desenvolvidos e modernos com uma grande parcela da população inserida em atividades informais e precárias. Esse fenômeno, que antes era visto como típico de países em desenvolvimento, começou a ser identificado em países desenvolvidos, o que levou à adoção do termo brasilianização para descrever essas transformações.

## Características
A brasilianização pode ser entendida por meio de alguns aspectos centrais:  
- Aumento da desigualdade social: a concentração de renda se intensifica, com uma elite rica e um grande número de trabalhadores mal remunerados e sem acesso a serviços básicos de qualidade.[10]
- Precarização do trabalho e informalidade: contratos temporários, terceirização, “bicos” e empregos sem garantias trabalhistas se tornam mais comuns.[11]
- Redução da influência sindical: a organização dos trabalhadores perde força, dificultando a negociação de melhores condições de trabalho.[12]
- Desestruturação do Estado de bem-estar social: diminuição de políticas públicas voltadas para educação, saúde e seguridade social.[13]
- Crescimento das periferias urbanas e economia paralela: aumento da informalidade tanto no trabalho quanto no acesso a serviços, como segurança e transporte, muitas vezes controlados por grupos privados ou ilegais.[14]

## Aplicações
A ideia de brasilianização tem sido aplicada para descrever transformações em países como os Estados Unidos e nações da União Europeia.
- Nos Estados Unidos, o crescimento do trabalho precarizado, impulsionado por empresas da "gig economy" como Uber e DoorDash, tem sido visto como um reflexo da brasilianização do mercado de trabalho americano.[17]

- Na Europa, as reformas trabalhistas e cortes em programas sociais, especialmente após a crise financeira de 2008, levaram alguns analistas a identificarem um processo de brasilianização em países como Espanha, Itália e Grécia.[18]

- Em países como o Reino Unido, a substituição de empregos formais por contratos flexíveis e a redução de benefícios trabalhistas têm sido associadas ao fenômeno.[19]

## Críticas
Apesar de sua relevância, o conceito de brasilianização não é isento de críticas. Alguns estudiosos argumentam que o termo pode reforçar estereótipos negativos sobre o Brasil e desconsiderar a complexidade do país, que possui setores altamente desenvolvidos e políticas sociais inovadoras. Além disso, há questionamentos sobre até que ponto a brasilianização é um fenômeno global ou se é apenas um reflexo de tendências mais amplas do capitalismo contemporâneo. Alguns autores sugerem que o que Beck chamou de brasilianização poderia ser interpretado como um desdobramento do neoliberalismo, que enfraquece proteções trabalhistas e sociais em diversas partes do mundo.